# Antidote
Pour les articles homonymes, voir Antidote (homonymie).

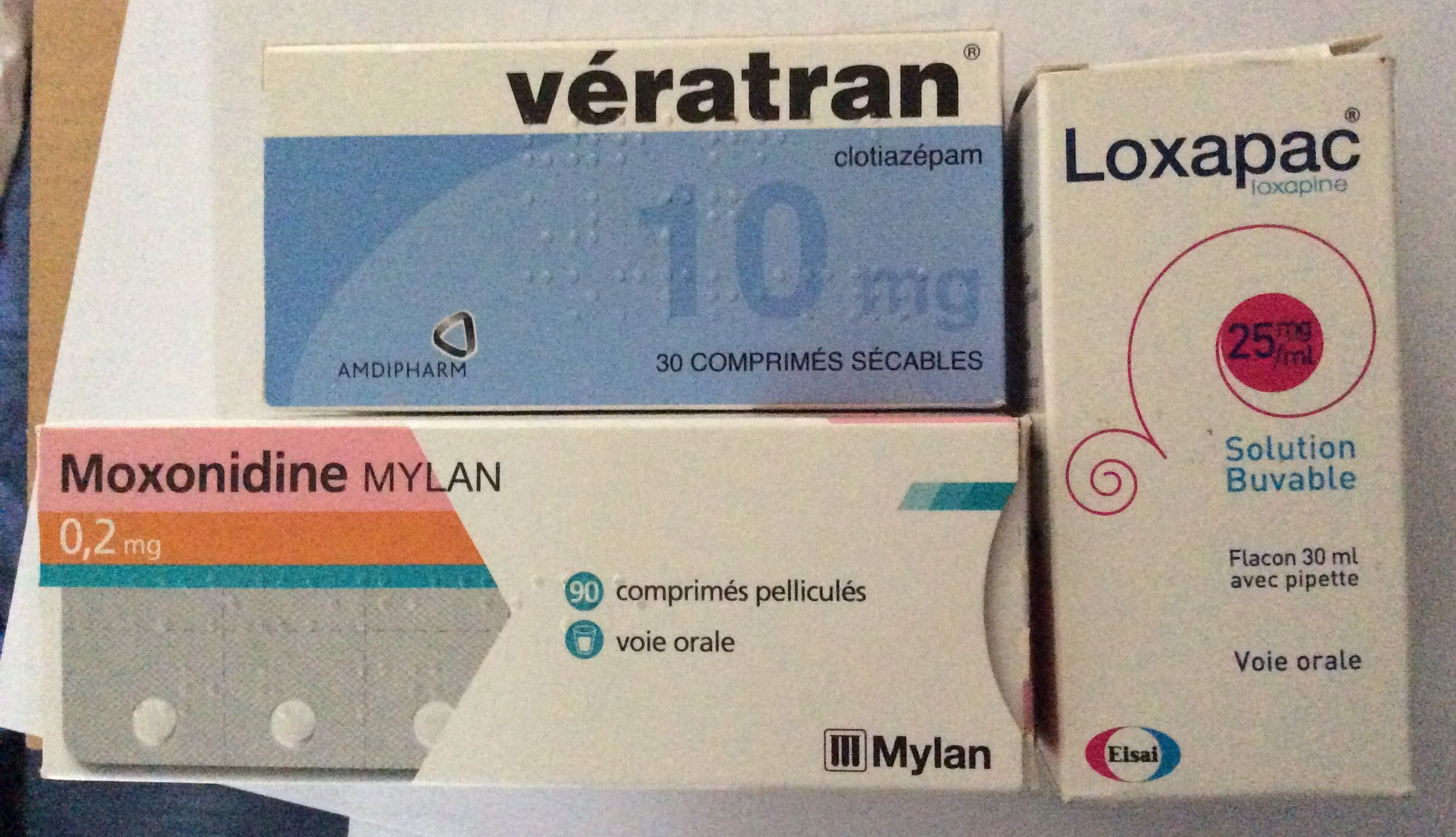
Remède contre le MDPV

Un antidote est une substance chimique ou un élément chimique pouvant guérir une personne ou un animal d'un poison ou d'une maladie (pouvant provoquer un empoisonnement, une maladie…). Le plus souvent, l'antidote consiste à neutraliser une ou plusieurs formes données d'empoisonnement.
Les antidotes spécifiques sont détenus par les centres antipoison, qui apportent également les conseils d'utilisation et modalités d'administration.

## Histoire
Avant les progrès de la médecine, surtout avant le XIXe siècle, les antidotes sont les moyens employés pour lutter contre les maladies, par exemple les alexipharmaques employés pour lutter contre la peste. Toutefois, comme le dit l'Encyclopédie de d'Alembert, il y a mille remèdes « auxquels on a donné des noms pompeux ; mais on sait par plusieurs raisons et par une infinité d'observations, que tous ces remèdes au lieu de faire du bien, trompent ceux qui s'y fient, nuisent souvent, et prêtent de nouvelles forces au venin pestilentiel ».
Les antidotes sont désormais dans la plupart des cas une substance employée pour contrer les effets d'un poison.

## Confection
Parfois, l'antidote pour une toxine particulière est fabriqué en injectant la toxine dans un animal à petites doses et les anticorps résultants sont extraits du sang des animaux.
Cependant, quelques toxines n'ont aucun antidote connu. Par exemple, la ricine, sous-produit superflu de fabrication d'huile de ricin, n'a aucun antidote et est en conséquence souvent fatale si elle entre dans le corps humain dans des quantités suffisantes[réf. nécessaire].

## Poison
Les poisons ingérés sont fréquemment traités par l'administration orale de charbon de bois activé, qui absorbe le poison. Ensuite, un lavage d'estomac est effectué (lavage à grande eau de l'étendue digestive), enlevant une grande partie de la toxine.
Les poisons qui sont injectés directement dans le système sanguin (comme ceux de morsures ou des piqûres d'animaux venimeux) sont d'habitude traités par l'utilisation d'une bande de constriction ou d'un point de compression manuel (voir les gestes de premiers secours) qui limite le flux de lymphe et de sang dans le secteur touché et ralentissant ainsi la circulation du poison autour du corps : ceci n'est pas un traitement, mais permet d'attendre l'antidote, en général un sérum (anticorps se fixant sur les molécules de venin, les inactivant et permettant la phagocytose).

## Liste d'antidotes connus
| Type d'empoisonnement                                                         | Antidote |
| ----------------------------------------------------------------------------- | --- |
| Acétaminophène (paracétamol)                                                  | N-acétylcystéine |
| Ammoniaque                                                                    | acide acétique à 10 % ou vinaigre |
| Anticholinergique                                                             | Sulfate de physostigmine |
| Inhibiteurs des cholinestérases : Organophosphorés ou Carbamates insecticides | Atropine éventuellement associée à la Pralidoxime (ne pas utiliser ce dernier dans les intoxications aux carbamates insecticides)                        |
| Benzodiazépine                                                                | Flumazénil (ANEXATE) |
| Syndrome malin des neuroleptiques                                             | Dantrolène |
| Cyanure                                                                       | Nitrite amylique, nitrite de sodium et thiosulfate, Hydroxocobalamine ou hydroxycobalamine (vitamine B12 A) seul ou associé au thiosulfate de sodium     |
| Digoxine                                                                      | fragment antigen-binding d'anticorps anti-digoxine |
| Éthylène glycol                                                               | Éthanol ou fomépizole 4MP |
| Syndrome extrapyramidal                                                       | tropatépine (Lepticur) en association éventuelle à une Benzodiazépine                                                                                    |
| Fer                                                                           | Mesylate de desferrioxamine |
| Isoniazide                                                                    | Pyridoxine |
| Métal lourd                                                                   | Chélateurs, edetate disodique de calcium (EDTA), dimercaprol (BAL), pénicillamine et acide dimercaptosuccinique (DMSA, succimer)                         |
| Méthanol                                                                      | Éthanol ou Fomépizole (4MP ou 4-méthylpyrazole) |
| Méthémoglobinémie                                                             | Bleu de méthylène ou Vitamine C (quand le bleu de méthylène est contre indiqué : déficit en G6PD)                                                        |
| Opioïde (opium, etc.)                                                         | Chlorhydrate de naloxone |
| Oxyde de carbone                                                              | Oxygène normobare (chez l'adulte : 15L/min pendant 12 heures) ou médecine hyperbare (contacter le caisson hyperbare le plus proche pour les indications) |
| Rayonnements ionisants                                                        | Chélateurs suivi éventuellement d'une greffe de moelle osseuse                                                                                           |
| Thallium                                                                      | Bleu de Prusse (ferrocyanure ferrique: [Fe(CN)6]3Fe4) |
| Antivitamine K                                                                | vitamine K et, dans les cas sévères, plasma sanguin ou facteurs de coagulation PPSB (Kaskadil)                                                           |

Les intoxications aux alcaloïdes nécessitent souvent une évacuation digestive ou épuration digestive (vomissements provoqués - lavage gastrique - adsorption des substances toxiques par le charbon activé - accélération du transit intestinal) associée à une surveillance cardiaque.
On peut, en plus, mettre le patient sous oxygène, sous assistance respiratoire, lui faire subir plusieurs transfusions sanguines (par exemple, dans le cas d'ingestion de substance radioactive).

## Classification

### Antidote d'action toxicocinétique
- Antidote limitant la biodisponibilité du toxique : charbon activé…
- Antidote favorisant l'élimination du toxique sous forme inchangée
- Au niveau pulmonaire : oxygénation pour les intoxications aiguës au monoxyde de carbone
- Au niveau rénal : déféroxamine pour les intoxications aiguës par le fer
- Antidote favorisant un métabolisme inactivateur du toxique : N-acétylcystéine pour les intoxications aiguës au paracétamol ; bleu de méthylène pour les méthémoglobines toxiques
- Antidote inhibant un métabolisme activateur du toxique : éthanol ou 4-méthyl-pyrazole pour les intoxications aiguës au méthanol et à l'éthylène glycol
- Antidote modifiant la distribution du toxique dans l'organisme : thiosulfate, EDTA dicobaltique et hydroxocobalamine pour les intoxications aiguës aux cyanures ; fragment antigen-binding d'anticorps anti-digitaline pour les intoxications aiguës digitaliques.

### Antidote d'action toxicodynamique
- Antidote déplaçant le toxique de sa cible : flumazénil pour les intoxications aiguës aux benzodiazépines ; naloxone pour les intoxications aiguës par les opiacés
- Antidote shuntant la liaison toxique - récepteur : glucagon pour les intoxications aiguës par les bêta-bloquants,
- Antidote corrigeant les effets du toxique : vitamine B6 pour les intoxications aiguës par l'INH ; vitamine K pour les intoxications aiguës par les anti-vitamines K.